# Tokyo Gas Football Club 1992
Questa voce raccoglie le informazioni riguardanti il Tokyo Gas Football Club nelle competizioni ufficiali della stagione 1992.

## Stagione
Integrando nella rosa due innesti stranieri (tra cui l'attaccante del Palmeiras Amaral) il Tokyo Gas ottenne la permanenza nella prima divisione della Japan Football League concludendo al settimo posto, a tre punti dalle posizioni valide per la retrocessione.

## Rosa
| N. |                     | Ruolo | Calciatore       |
| -- | ------------------- | ----- | ---------------- |
| 1  | Giappone (bandiera) | P     | Hirofumi Asano   |
| 2  | Giappone (bandiera) | D     | Kei Suzuki       |
| 3  | Giappone (bandiera) | D     | Kiyoshi Ōkuma    |
| 4  | Giappone (bandiera) | D     | Takeshi Kojima   |
| 5  | Giappone (bandiera) | C     | Haruhiko Endo    |
| 6  | Giappone (bandiera) | C     | Naoki Okane      |
| 7  | Giappone (bandiera) | C     | Shingo Yano      |
| 8  | Giappone (bandiera) | D     | Yukihiro Hase    |
| 9  | Brasile (bandiera)  | A     | Carvalho         |
| 10 | Brasile (bandiera)  | C     | Vanzella         |
| 11 | Brasile (bandiera)  | A     | Amaral           |
| 12 | Giappone (bandiera) | A     | Fumi Nozawa      |
| 13 | Giappone (bandiera) | C     | Shoichi Otani    |
| 14 | Giappone (bandiera) | C     | Keiichi Okuni    |
| 15 | Giappone (bandiera) | C     | Hideyuki Yuda    |
| 16 | Giappone (bandiera) | D     | Takanori Sato    |
| 17 | Giappone (bandiera) | C     | Tsu Saito        |
| 18 | Giappone (bandiera) | A     | Yoshimasa Suda   |
| 19 | Giappone (bandiera) | D     | Hidetoshi Nodake |

| N. |                     | Ruolo | Calciatore         |
| -- | ------------------- | ----- | ------------------ |
| 20 | Giappone (bandiera) | D     | Shinichi Tanaka    |
| 21 | Giappone (bandiera) | P     | Ryuji Kato         |
| 22 | Giappone (bandiera) | P     | Norihito Takahashi |
| 23 | Giappone (bandiera) | D     | Kei Shibata        |
| 24 | Giappone (bandiera) | D     | Ryuichi Iwama      |
| 25 | Giappone (bandiera) | A     | Shunsuke Ishizu    |
| 26 | Giappone (bandiera) | D     | Hiroshi Yoshioka   |
| 27 | Giappone (bandiera) | D     | Nobuki Kobayashi   |
| 28 | Giappone (bandiera) | D     | Katsumi Sasahara   |
| 29 | Giappone (bandiera) | C     | Ryūji Fujiyama     |
| 30 | Giappone (bandiera) | A     | Hiroaki Akamatsu   |
| 31 | Giappone (bandiera) | P     | Eiji Matsuzaki     |
| 32 | Giappone (bandiera) | D     | Yasuhiro Ichiki    |
| 33 | Giappone (bandiera) | A     | Yusuke Nikaido     |
| 34 | Giappone (bandiera) | D     | Noboru Yamazaki    |
| 35 | Giappone (bandiera) | C     | Tomohiro Harada    |
| 36 | Giappone (bandiera) | D     | Jiro Yada          |
| 37 | Giappone (bandiera) | D     | Yasuhisa Osako     |

## Risultati

### Japan Football League

#### Girone di andata
| Osaka 1992 1ª giornata | Yanmar Diesel | 1 – 0 | Tokyo Gas |  |

| Kawasaki 1992 2ª giornata | Toshiba | 1 – 1 | Tokyo Gas |  |

| Tokyo 1992 3ª giornata | Tokyo Gas | 3 – 0 | NKK |  |

| Kashiwa 1992 4ª giornata | Hitachi | 4 – 1 | Tokyo Gas |  |

| Tokyo 1992 5ª giornata | Tokyo Gas | 1 – 1 | Fujitsu |  |

| Hamamatsu 1992 6ª giornata | Honda Motor | 1 – 1 | Tokyo Gas |  |

| Tokyo 1992 7ª giornata | Tokyo Gas | 1 – 1 | Otsuka Pharma |  |

| Tokyo 1992 8ª giornata | Fujita | 5 – 1 | Tokyo Gas |  |

#### Girone di ritorno
| Tokyo 1992 9ª giornata | Tokyo Gas | 1 – 0 | Yanmar Diesel |  |

| Tokyo 1992 10ª giornata | Tokyo Gas | 2 – 1 | Toshiba |  |

| Kawasaki 1992 11ª giornata | NKK | 1 – 1 | Tokyo Gas |  |

| Tokyo 1992 12ª giornata | Tokyo Gas | 1 – 3 | Hitachi |  |

| Kawasaki 1992 13ª giornata | Fujitsu | 2 – 1 | Tokyo Gas |  |

| Tokyo 1992 14ª giornata | Tokyo Gas | 4 – 3 | Honda Motor |  |

| Tokushima 1992 15ª giornata | Otsuka Pharma | 0 – 0 | Tokyo Gas |  |

| Tokyo 1992 16ª giornata | Tokyo Gas | 0 – 3 | Fujita |  |

## Statistiche

### Statistiche di squadra
| Competizione   | Punti | Totale | Totale | Totale | Totale | Totale | Totale | DR  |
| Competizione   | Punti | G      | V      | N      | P      | Gf     | Gs     | DR  |
| -------------- | ----- | ------ | ------ | ------ | ------ | ------ | ------ | --- |
| JFL Division 1 | 20    | 18     | 5      | 5      | 8      | 22     | 34     | -12 |

### Statistiche dei giocatori
| Giocatore   | JFL Division 1 | JFL Division 1 | JFL Division 1 | JFL Division 1 |
| Giocatore   | Presenze       | Reti           | Ammonizioni    | Espulsioni     |
| ----------- | -------------- | -------------- | -------------- | -------------- |
| Amaral      | 16             | 7              | 1              | 0              |
| H. Asano    | 1              | 0              | 0              | 0              |
| Bandera     | 18             | 4              | 1              | 0              |
| Carvalho    | 17             | 8              | 1              | 0              |
| H. Endo     | 12             | 0              | 1              | 0              |
| R. Fujiyama | 18             | 1              | 1              | 0              |
| Y. Hase     | 9              | 0              | 0              | 0              |
| S. Ishizu   | 1              | 0              | 0              | 0              |
| R. Kato     | 18             | -?             | 1              | 0              |
| T. Kojima   | 13             | 0              | 1              | 0              |
| Y. Nikaido  | 1              | 0              | 0              | 0              |
| H. Nodake   | 11             | 0              | 0              | 0              |
| N. Okano    | 9              | 0              | 1              | 0              |
| K. Onuki    | 7              | 1              | 1              | 0              |
| S. Otani    | 15             | 0              | 1              | 0              |
| T. Saito    | 1              | 0              | 0              | 0              |
| K. Sasahara | 9              | 0              | 1              | 0              |
| K. Shibata  | 2              | 0              | 0              | 0              |
| K. Suzuki   | 13             | 0              | 1              | 0              |
| S. Tanaka   | 15             | 0              | 2              | 0              |
| S. Yano     | 9              | 0              | 0              | 0              |
| H. Yuda     | 6              | 1              | 0              | 0              |